# Grebbestad
Grebbestad är en tätort i Tanums kommun i landskapet Bohuslän i Västra Götalands län. Det är en populär badort. Någon kilometer söder om samhället ligger turistanläggningen Tanumstrand. Flera trålare har Grebbestad som hemmahamn. Fångsten är i huvudsak räkor och kräftor.
Grebbestads kyrka är en kyrka i nygotisk stil i granit. Kyrkan invigdes 1892.

## Historia
Området har varit bebott sedan lång tid tillbaka. Strax intill finns flera fornminnen, bland annat Greby gravfält från järnåldern, en stenlabyrint och en fornborg.
Första gången det man idag kallar Grebbestad dök upp i historiska källor är början av 1600-talet. Då satte grebbestadsborna spår efter sig i skattelängder och som bosättningsmarkeringar på kartor. När Pehr Kalm på 1740-talet besökte Grebbestad träffade han en befolkning av strandsittare, som han menade mådde tämligen väl.
Under 1800-talet utvecklades samhället och näringar som handel, sjöfart, konserv- och fiskeindustri tog över. Timmer och spannmål skeppades ut. År 1858 fanns sju fraktfartyg i samhället och någon gång kring 1870 startade en konservfabrik nedanför Stöberget. Karaktäristiskt var de många och stora hamnmagasinen för denna typ av kusthandel, men de finns inte längre kvar. Under sista årtiondet av 1800-talet startade stenindustrin, och många stenhuggare flyttade in, bland annat från Blekinge.
Numera[när?] har dessa näringar spelat ut sin roll och det är istället turismen som ger samhället dess huvudsakliga inkomst. Grebbestad blev badort 1844, och gyttjekurer var en specialitet eftersom gyttjan i havsviken ansågs vara hälsobringande. Grebbestad hade under denna period både kall- och varmbadhus. Längst bevarades kallbadhuset som revs 1974. Platsen för detta var stranden nedanför Grebbestads Camping, vid samhällets södra infart.
Sveriges första förbränningsmotordrivna busslinje invigdes 1911. Den gick mellan Grebbestad och Tanums station.
I Grebbestad fanns förr ett gästgiveri.

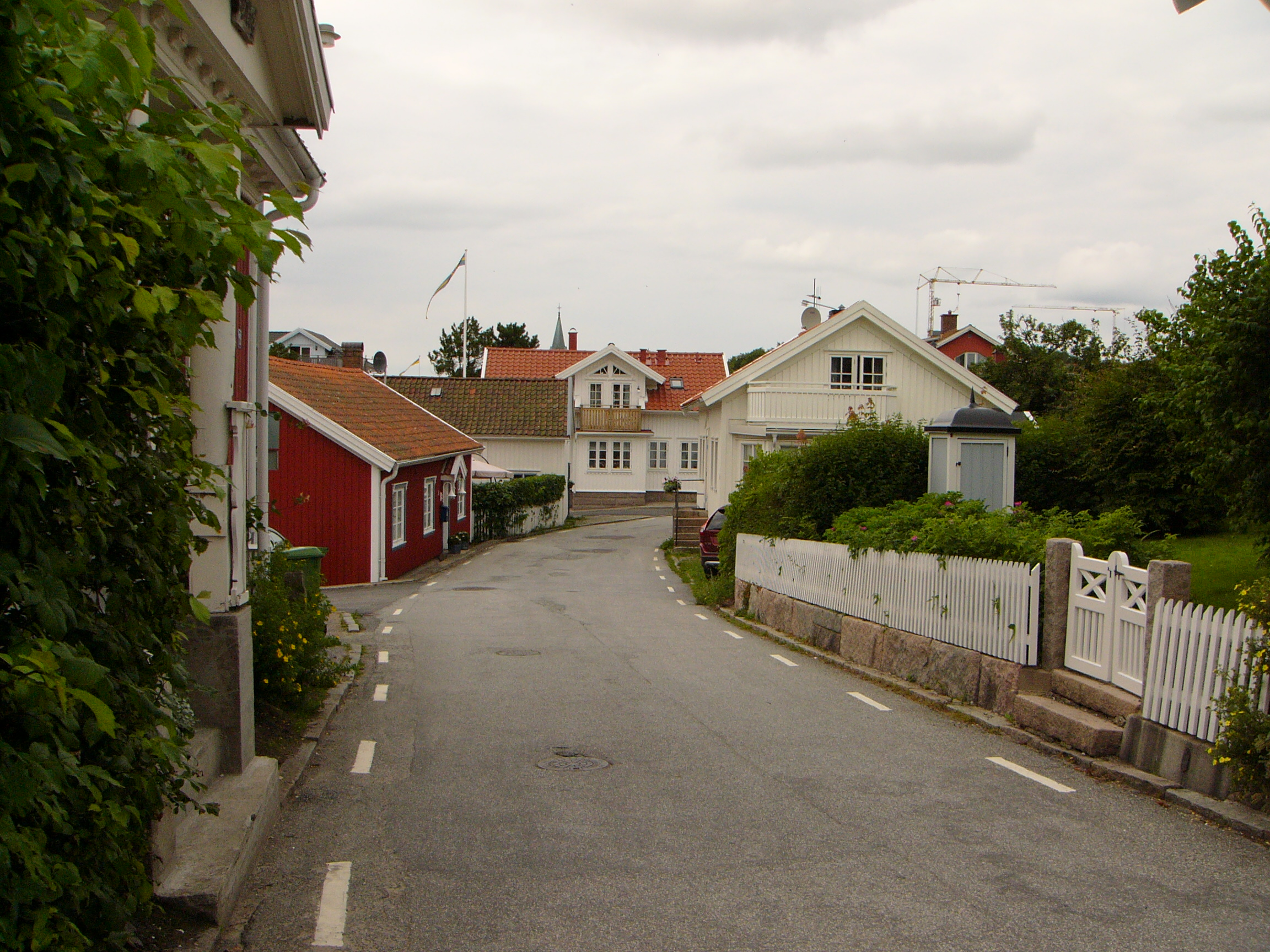
Övre långgatan med hus i traditionell stil.

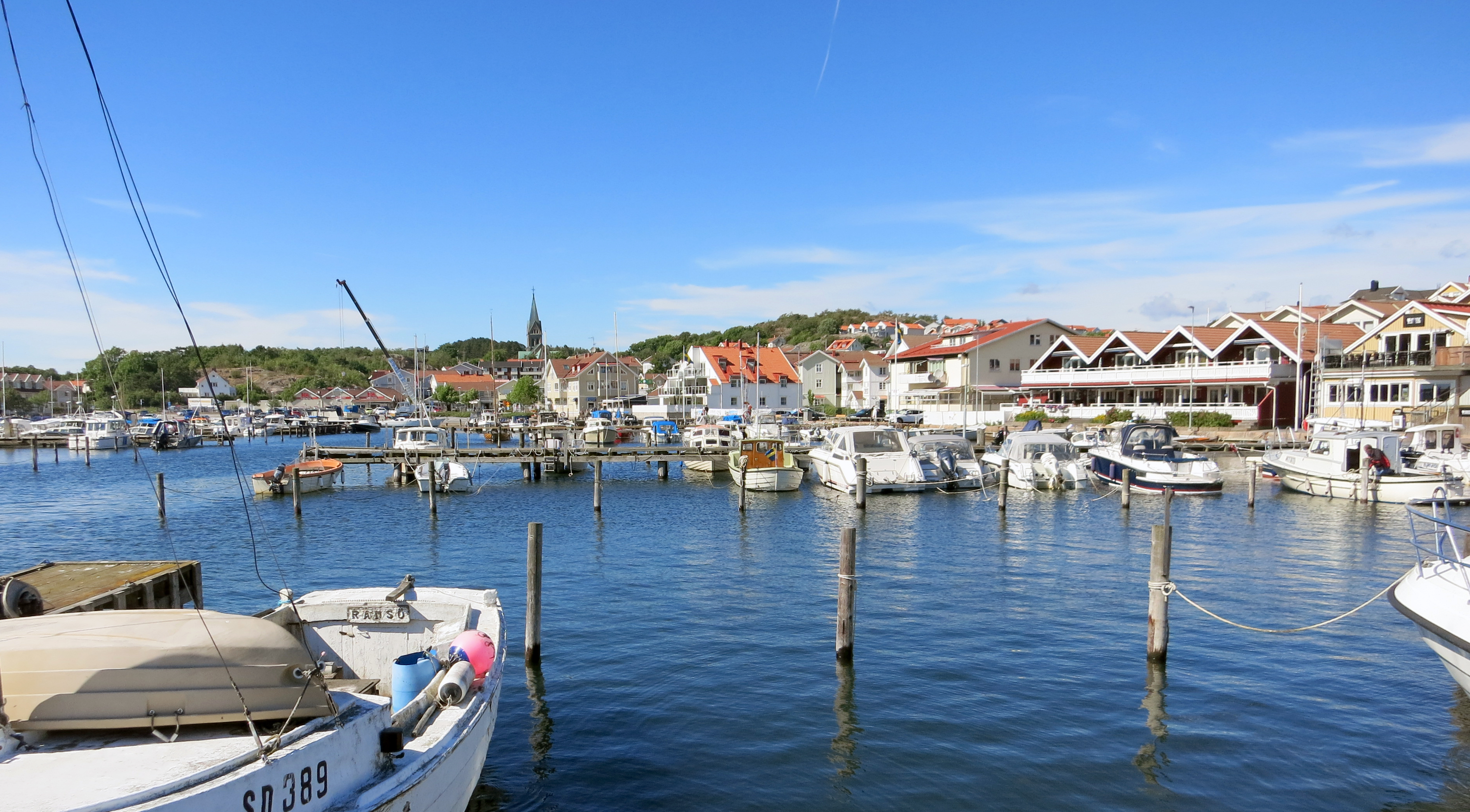
Hamnen i Grebbestad.

### Administrativa tillhörigheter
Grebbestad var och är en ort i Tanums socken. Efter kommunreformen 1862 kom orten att ligga i Tanums landskommun och i denna inrättades 30 maj 1890 municipalsamhället Grebbestad som omfattade orten. 1929 uppgick landskommunen med municipalsamhället (som då upphörde) i Grebbestads köping. Köpingskommunen upphörde 1952 i Tanums landskommun som 1971 ombildades till Tanums kommun.
Grebbestad har tillhört och tillhör ännu Tanums församling. 
Orten har ingått i samma tingslag, domsagor och tingsrätter som Tanums socken.

### Befolkningsutveckling
| Befolkningsutvecklingen i Grebbestad 1900–2020                                                                                   | Befolkningsutvecklingen i Grebbestad 1900–2020 | Befolkningsutvecklingen i Grebbestad 1900–2020 | Befolkningsutvecklingen i Grebbestad 1900–2020 | Befolkningsutvecklingen i Grebbestad 1900–2020 |
| --- | ---------------------------------------------- | ---------------------------------------------- | ---------------------------------------------- | ---------------------------------------------- |
| |                                                |                                                |                                                |                                                |
| År |                                                |                                                | Folkmängd                                      | Areal (ha)                                     |
| 1900 | 1900                                           |                                                | 1 107                                          | †                                              |
| 1960 | 1960                                           |                                                | 790                                            |                                                |
| 1965 | 1965                                           |                                                | 773                                            |                                                |
| 1970 | 1970                                           |                                                | 783                                            |                                                |
| 1975 | 1975                                           |                                                | 851                                            |                                                |
| 1980 | 1980                                           |                                                | 910                                            |                                                |
| 1990 | 1990                                           |                                                | 1 155                                          | 112                                            |
| 1995 | 1995                                           |                                                | 1 257                                          | 114                                            |
| 2000 | 2000                                           |                                                | 1 263                                          | 114                                            |
| 2005 | 2005                                           |                                                | 1 371                                          | 116                                            |
| 2010 | 2010                                           |                                                | 1 401                                          | 120                                            |
| 2015 | 2015                                           |                                                | 1 877                                          | 495                                            |
| 2020 | 2020                                           |                                                | 1 922                                          | 517                                            |
| Anm.: Sammanvuxen med småorterna Edsvik och Ulmekärr, Krossekärr och Kuseröd 2015. † Befolkning runt ett municipalsamhälle 1900. |                                                |                                                |                                                |                                                |

## Etymologi
Namnet Grebbestad betyder Grebys stad, där stad i det här fallet betyder båtplats, dvs båtplatsen vid gården Greby. Greby kommer av grjotby, bildat av fornnordiska ordet för sten, stenig mark. På gården Grebys marker, strax norr om Grebbestad, ligger Greby gravfält.

## Näringsliv
Grebbestad Bryggeri med sju anställda finns på orten.

## Kultur
Lyrikern Ebba Lindqvist (1908-1995) är uppväxt i Grebbestad. Som en hyllning till henne tog Grebbestadsprinsarna initiativ till att i samarbete med Tanums kommun uppföra Ebba Lindqvists plats. Den består bland annat av fyra stora stenblock med några av hennes dikter.
På Torget i Grebbestad finns Evert Taube i form av en bronsstaty av Willy Gordon. Evert Taube bodde sommaren 1954 i "ett hönshus" på Otterö utanför Grebbestad. Under vistelsen på Otterö skrev Taube bland annat En solig morgon och Så länge skutan kan gå. Statyn har tillkommit på initiativ av grebbestadsprinsarna. Att lägga märke till är att statyn har tre händer. En på lutans hals, en sträckt upp i luften och en på lutans strängar.
.
Vistelsen på Otterö avsatte även en brevväxling med öbon Siv Sjöstrand. Breven överlämnades sommaren 2007 till Evert Taubes arkiv vid Göteborgs universitetsbibliotek.
I Grebbestad finns även Grebbestads folkhögskola med huvudsaklig inriktning mot hantverk.
Andra lördagen i juli anordnas varje år Badortens Dag (tidigare: Carneval Grebbestad) med traditionellt karnevalståg och diverse tävlingar, till exempel boule och vrickning. Karnevalen tillhör de äldsta i Sverige och har pågått kontinuerligt sedan starten 1922, med undantag för ett kort uppehåll under andra världskriget. Sedan 1985 utses denna dag en ny prins som under ett år framåt bland annat ska verka för att öka trevnaden i samhället.

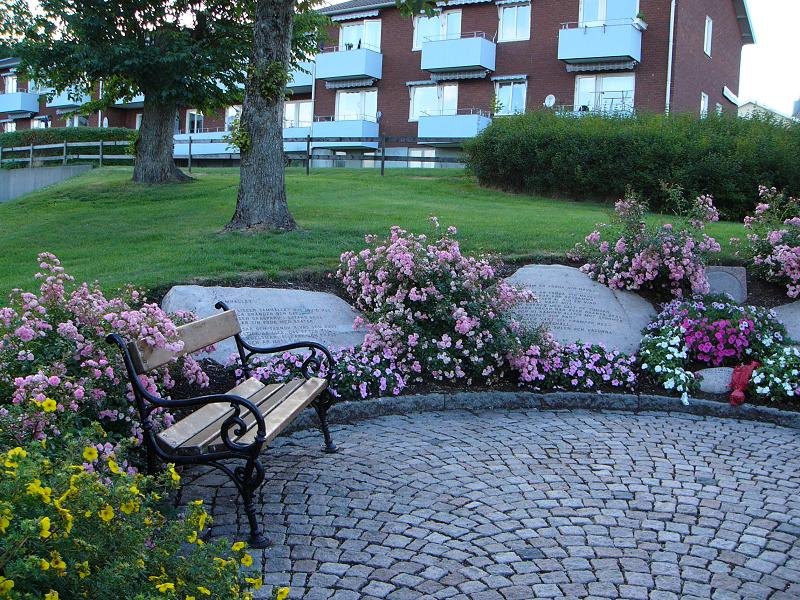
Ebba Lindqvists plats.
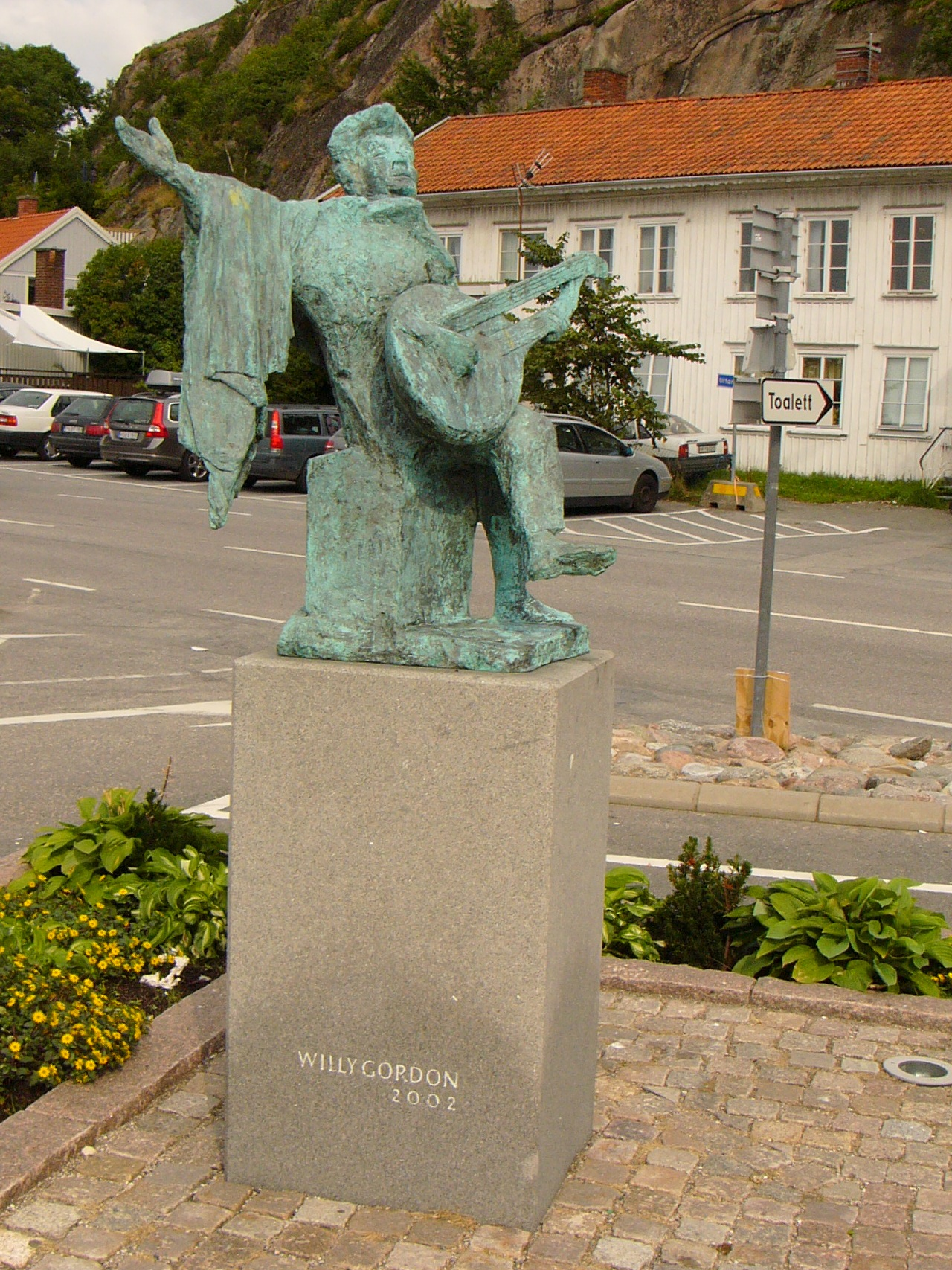
Staty av Evert Taube på torget.
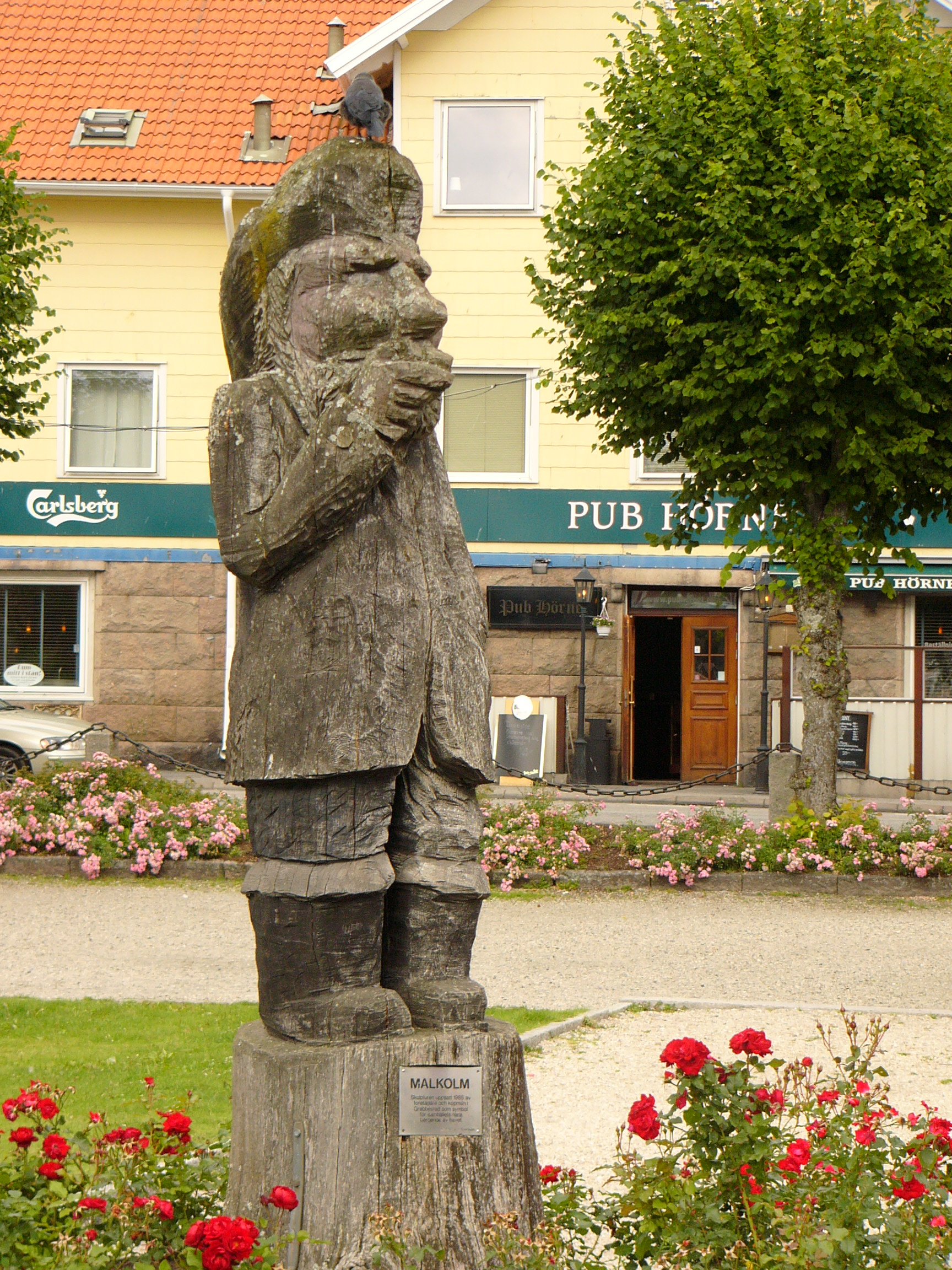
Staty av fiskargubben "Malkolm" i parken.